# ارگ هرات

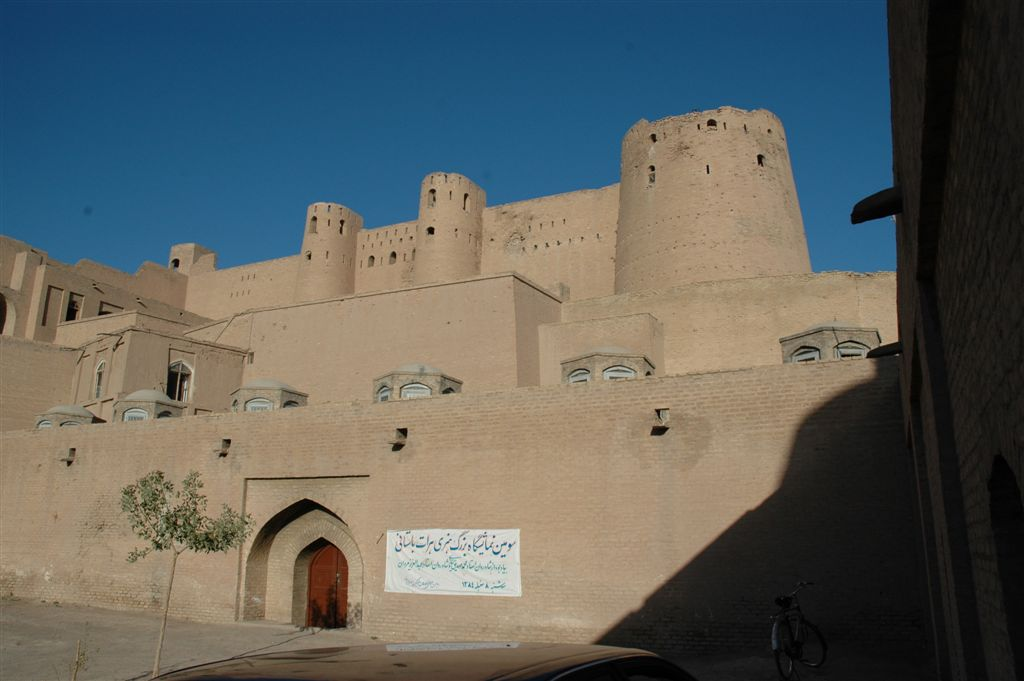
ارگ هرات

اَرگ هرات (به انگلیسی:Herat Citadel)؛  مشهور به قلعه اختیارالدین دژی تاریخی در شهر هرات بجای‌مانده از روزگار اسکندر مقدونی است.

## تاریخچه
در سال ۳۳۰ پیش از میلاد، اسکندر پس از تصرف شهر آرتاکوانا (اردکانه؟)، مرکز ساتراپی هریوا، آن را ویران کرد.سپس وی یا بازماندگانش در نزدیکی آرتاکوانا شهر جدیدی بنا کرده و نامش را «اسکندریه آریانا» (Alexandria in Ariana) نهادند و در آنجا این دژ را برای نظامیان خود ساخت که بقایای آن هنوز باقی است.هدف از ساختن این دژ، حفظ نظامیان از شورش احتمالی مردم شهر در برابر سلطهٔ مقدونی‌ها بود.این بنای عظیم هم‌اکنون در وسط شهر هرات موجود است. در اواخر دوره محمد ظاهرشاه و دوران سردار داودخان بودجه‌ای برای بازسازی ان اختصاص دادند که در پایان دوره داودخان دوباره احیا و بازسازی شد.برج و باروهای بزرگ این ارگ از دوردست‌ها قابل دیدن است.
دژ اختیارالدین نخستین دژ استوار منطقه هرات در افغانستان است که اهالی آن به راهنمایی شمیره دختر فریدون به منظور رهایی از چیرگی و باجگیری دشمن آباد کردند.در سدهٔ چهارم پیش از میلاد در پی تهاجم اسکندر مقدونی ویران ولی پس از آن به فرمان خود او از نو آباد شد.این دژ دوباره در اثر هجوم چنگیز ویران ولی بعداً در عصر فخرالدین (۶۸۷ - ۷۰۶ه.ق) توسط وزیرش اختیارالدین آباد شده و بنام وی نامیده شد.
در سال (۸۱۰ه.ق) دوره شاهرخ فرزند تیمور لنگ که پایتخت خراسان را از سمرقند به هرات انتقال داد علاوه بر ترمیم ویرانی‌های گذشته به استوار سازی و آراستن این دژ نیز پرداخته شد.
این بنا در قرن هفتم توسط اختیار الدین مرمت شد و پس از خرابی‌های زمان مغولان مجدداً توسط ملک فخر الدین کرت تعمیر شد.
دژ اختیار الدین به دلیل مرکزیت حکومتی و نظامی همیشه مورد آسیب و صدمات نیروهای مهاجم بوده‌است.
پس از حمله (۷۸۳ هـ. ق) و تصرف شهر هرات توسط وی صدماتی بر آن وارد شد و تا زمان حکومت شاهرخ در هرات به همان شکل باقی‌ماند و در سال (۸۱۸ هـ. ق) (۱۴۱۶ م) توسط شاهرخ پسر تیمور مجدداً مرمت شد.
این قلعه در زمان داوود خان (۱۹۷۵میلادی) توسط یونسکو شروع به مرمت آن گردید که متأسفانه به دلیل رویکار آمدن رژیم کمونیستی نیمه کار ماند.

## مشخصات
قلعه در قسمت شمالی شهر بین محل قطبیچاق و محله بردارانیها بر روی پشته‌ای بلند واقع شده‌است.
قلعه اختیار الدین حدود (۵۰۰۰) متر مربع مساحت دارد و بلندترین نقطه آن ۲۰ متر می‌باشد.
در حال حاضر دارای ۱۳ برج می‌باشد این بنا از خشت خام ساخته شده‌است.
قلعه اختیار الدین در سال‌های اخیر به عنوان محل موزه شهر هرات استفاده می‌شده و به تازگی با تخلیه قلعه اختیار الدین از تجهیزات نظامی و تبدیل آن به موزه اقدام شده‌است.
برج‌های قلعه اختیار الدین در زمان تیموریان (شاهرخ) دارای تزئینات کاشیکاری شد و بقایای حاضر کاشیکاری نشانگر آن است که کتیبه‌ای عظیم به خط ثلث بر روی بدنه قلعه کار شده بوده و همچنین روی دو برج در حال حاضر این تزئینات به چشم می‌خورد.
در پایین برج کتیبه‌ای به خط کوفی سفیدکار شده و در قسمت بالا در میان گر ه‌های ترنجی شکل باخطوط کوفی بنائی روبرو هستیم بناً به نظر بعضی منابع در دوره تیموریه داخل قلعه اتاقی وجود داشته که اتاق زرنگار نامیده می‌شود و تمامی دیوارها و سقف‌ها نقاشی و تزئین شده بودند که متأسفانه امروزه وجود ندارد.

## نگارخانه

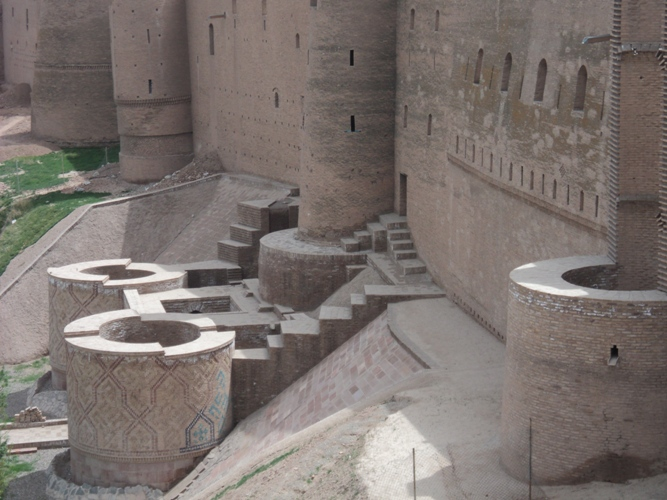
(قلعه اختیارالدین)
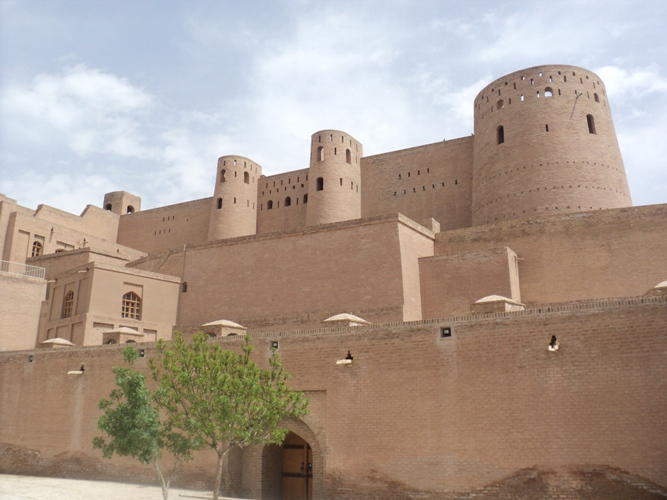
(قلعه اختیارالدین)
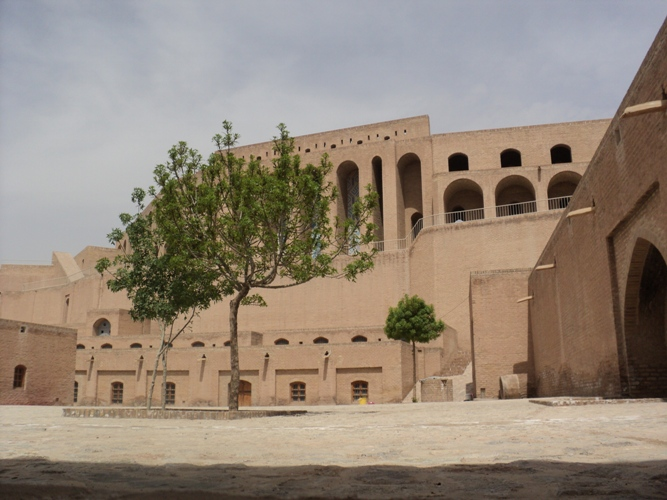
(قلعه اختیارالدین)
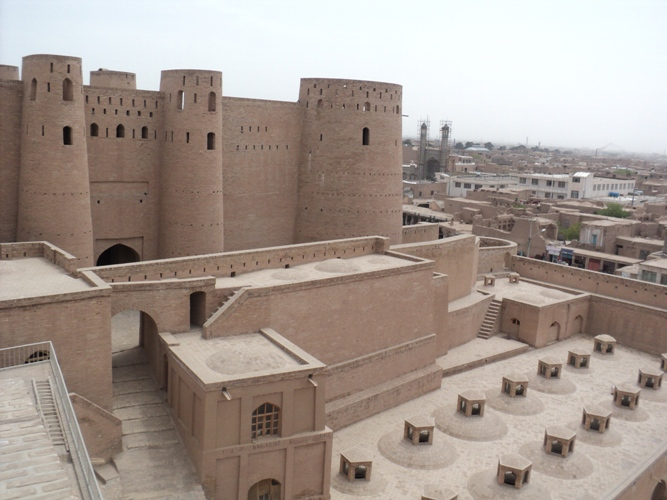
(قلعه اختیارالدین)
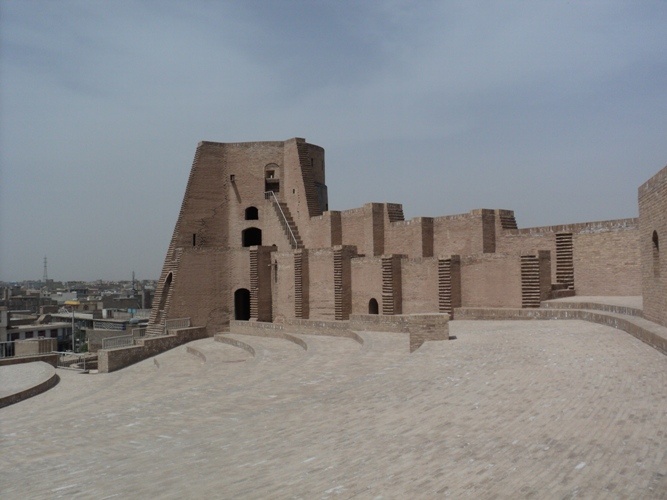
(قلعه اختیارالدین)